# Pierre Cornut-Gentille
Pour les articles homonymes, voir Cornut et Gentille.
Pierre Cornut-Gentille, né le 30 avril 1950, est un avocat et essayiste français.

## Biographie

### Jeunesse et études
Pierre Cornut-Gentille naît en 1950. Une fois le baccalauréat obtenu, il obtient une licence de droit à l'université Paris-Nanterre en 1973, puis une maîtrise en gestion à l'université Paris-Dauphine en 1974. Il est auditeur de l'Institut des hautes études de défense nationale durant l'année 1988-1989.

### Parcours professionnel
Pierre Cornut-Gentille intègre le barreau de Paris en 1973 et se spécialise en droit pénal.
Après avoir défendu Jean-Yves Haberer, François-Marie Banier, Alexandre Djouhri, Uderzo ou François Pérol, il est l'avocat de Penelope Fillon lors de l'affaire qui la concerne en 2017, puis de François Bayrou dans l'affaire des assistants parlementaires du MoDem en 2019.

## Ouvrages
- L'Honneur perdu de Marie de Morell : l'affaire La Roncière, 1834-1835, Paris, Perrin, 1996, 285 + 4 (ISBN 2-262-01159-1, BNF 36687539)[6].
- La Baronne de Feuchères : la mort mystérieuse du duc de Bourbon, Paris, Perrin, 2000, 255 + 14 (ISBN 2-262-01338-1, BNF 37105189).
- Madame Roland : une femme en politique sous la Révolution, Paris, Perrin, 2004, 400 + 6 (ISBN 2-262-01681-X, BNF 39185317)[7].
- Un scandale d'État : l'affaire Prince, Paris, Perrin, 2010, 256 p. (ISBN 978-2-262-03212-8, BNF 42141502).
- Le 4 septembre 1870 : l'invention de la République, Paris, Perrin, 2017, 222 p. (ISBN 978-2-262-07209-4, BNF 45350306).

## Prix
- Prix du Guesclin 2017[réf. souhaitée].